# August (film, 2011)
Pour les articles homonymes, voir August.
Pour plus de détails, voir Fiche technique et Distribution.
August est un film américain réalisé par Eldar Rapaport, sorti en 2011. Il est basé sur le court métrage Postmortem du même réalisateur sorti en 2005.

## Synopsis
Troy revient à Los Angeles cinq ans après avoir quitté Jonathan pour s'installer en Espagne. Son retour menace la nouvelle relation de Jonathan avec Raul.

## Fiche technique
- Titre : August
- Réalisation : Eldar Rapaport
- Scénario : Eldar Rapaport et Brian Sloan
- Musique : Yuval Ron
- Photographie : James Adolphus
- Montage : David Au
- Production : Samantha Manalang
- Pays :  États-Unis
- Genre : Drame et romance
- Durée : 99 minutes
- Dates de sortie : 
  -  États-Unis : 9 juin 2011 (festival international du film de Seattle)

## Distribution
- Murray Bartlett : Troy
- Daniel Dugan : Jonathan
- Adrian Gonzalez : Raul
- Bernhard Forcher : Sean
- Maria Chung : Lynn
- Brad Standley : Devin
- Hillary Banks : Nina
- David LeBarron : Bob
- Tod Macofsky : Ken
- Mike Vaughn : Nick

## Distinctions
Le film a reçu l'Iris Prize du meilleur long métrage et du meilleur acteur pour Murray Bartlett.